# Lijst van naar een persoon genoemde getallen
In de natuurkunde, wiskunde en andere takken van wetenschap worden regelmatig 'getallen' (variabelen of constanten) genoemd naar personen. Dit zijn vaak personen die een in het kader van het getal relevante wetenschappelijke bijdrage geleverd hebben.
Dit artikel bevat een lijst van naar een persoon genoemde getallen, inclusief de tak van wetenschap waar het getal relevant is, en de link naar de persoon waarnaar het getal genoemd is.
| Getal van             | Waarde                     | Domein      | Genoemd naar                          |
| --------------------- | -------------------------- | ----------- | ------------------------------------- |
| Archimedes            | variabel                   | natuurkunde | Archimedes van Syracuse               |
| Avogadro              | 6,0221415 × 1023 mol−1     | scheikunde  | Amedeo Avogadro                       |
| Bernoulli             | rij getallen               | wiskunde    | Jakob Bernoulli                       |
| Bingham               | variabel                   | natuurkunde | Eugene Bingham                        |
| Biot                  | variabel                   | natuurkunde | Jean Baptiste Biot                    |
| Bohr (magneton)       | 9,2470154 × 10−24 JT−1     | natuurkunde | Niels Bohr                            |
| Bohr (straal)         | 5,2917721 × 10−11 m        | natuurkunde | Niels Bohr                            |
| Boltzmann (constante) | 1,380 6505 × 10−23 J K−1   | natuurkunde | Ludwig Boltzmann                      |
| Boltzmann             | variabel                   | natuurkunde |                                       |
| Bond                  | variabel                   | natuurkunde |                                       |
| Boussinesq            | variabel                   | natuurkunde | Joseph Boussinesq                     |
| Brinkman              | variabel                   | natuurkunde |                                       |
| Clausius              | variabel                   | natuurkunde | Rudolf Clausius                       |
| Dean                  | variabel                   | natuurkunde |                                       |
| Eckert                | variabel                   | natuurkunde | Ernst R. G. Eckert                    |
| Ekman                 | variabel                   | natuurkunde | Vagn Walfrid Ekman                    |
| Eötvös                | variabel                   | natuurkunde | Roland Eötvös                         |
| Euler                 | variabel                   | natuurkunde | Leonhard Euler                        |
| Euler (const.)        | 0,57721                    | wiskunde    | Leonhard Euler                        |
| Faraday               | 96.485,3 C/mol             | natuurkunde | Michael Faraday                       |
| Fermat                | rij getallen               | wiskunde    | Pierre de Fermat                      |
| Fibonacci             | rij getallen               | wiskunde    | Leonardo van Pisa                     |
| Fourier               | variabel                   | natuurkunde | Jean Baptiste Joseph Fourier          |
| Froude                | variabel                   | natuurkunde | William Froude                        |
| Galilei               | variabel                   | natuurkunde | Galileo Galilei                       |
| Graetz                | variabel                   | natuurkunde | Leo Graetz                            |
| Graham                | constante                  | wiskunde    | Ron Graham                            |
| Grashof               | variabel                   | natuurkunde | Franz Grashof                         |
| Harshad               | rij getallen               | wiskunde    |                                       |
| Hodgson               | variabel                   | natuurkunde |                                       |
| Jakob                 | variabel                   | natuurkunde | Max Jacob                             |
| Kaprekar (constante)  | 6174                       | wiskunde    | Shri Dattathreya Ramachandra Kaprekar |
| Kaprekar (getal)      | rij getallen               | wiskunde    | Shri Dattathreya Ramachandra Kaprekar |
| Kendalls tau          | variabel                   | statistiek  | Maurice Kendall                       |
| Knudsen               | variabel                   | natuurkunde | Martin Knudsen                        |
| Landé (g-factor)      | 2,0023193                  |             |                                       |
| Laplace               | variabel                   | natuurkunde | Pierre-Simon Laplace                  |
| Lewis                 | variabel                   | natuurkunde | Gilbert Newton Lewis                  |
| Mach                  | variabel                   | natuurkunde | Ernst Mach                            |
| Mersenne              | rij getallen               | wiskunde    | Marin Mersenne                        |
| Morton                | variabel                   | natuurkunde |                                       |
| Napier                | 2,7182818284               | wiskunde    | John Napier                           |
| Niven                 | rij getallen               | wiskunde    | Ivan M. Niven                         |
| Nusselt               | variabel                   | natuurkunde | Wilhelm Nusselt                       |
| Ohnesorge             | variabel                   | natuurkunde |                                       |
| Peclet                | variabel                   | natuurkunde | Jean Claude Eugene Peclet             |
| Planck                | 6,626075540 × 10−34 Js     | natuurkunde | Max Planck                            |
| Poiseuille            | variabel                   | natuurkunde | Jean Louis Marie Poiseuille           |
| Prandtl               | variabel                   | natuurkunde | Ludwig Prandtl                        |
| Proth                 | rij getallen               | wiskunde    | François Proth                        |
| Rayleigh              | variabel                   | natuurkunde | Lord Rayleigh                         |
| Reynolds              | variabel                   | natuurkunde | Osborne Reynolds                      |
| Richardson            | variabel                   | natuurkunde | Lewis Fry Richardson                  |
| Rossby                | variabel                   | natuurkunde | Carl-Gustav Arvid Rossby              |
| Rydberg (const.)      | 1,0973732 × 10−7 m−1       | natuurkunde | Johannes Rydberg                      |
| Schmidt               | variabel                   | natuurkunde | Ernst Schmidt                         |
| Sherwood              | variabel                   | natuurkunde | Thomas Kilgore Sherwood               |
| Sierpinski            | rij getallen               | wiskunde    | Wacław Sierpiński                     |
| Smith                 | rij getallen               | wiskunde    | Harold Smith                          |
| Spearman              | variabel                   | statistiek  | Charles Spearman                      |
| Stanton               | variabel                   | natuurkunde | Thomas Edward Stanton                 |
| Stefan                | variabel                   | natuurkunde | Jožef Štefan                          |
| Stefan (const.)       | 5,670400 × 10−8 Js−1m−2K−4 |             | Jožef Štefan                          |
| Stokes                | variabel                   | natuurkunde | George Gabriel Stokes                 |
| Strouhal              | variabel                   | natuurkunde | Vincenz Strouhal                      |
| Taylor                | variabel                   | natuurkunde | Geoffrey Ingram Taylor                |
| Thring                | variabel                   | natuurkunde |                                       |
| Weber                 | variabel                   | natuurkunde | Moritz Weber                          |